# إنريكي دي لا مورا
إنريكي دي لا مورا (بالإسبانية: Enrique de la Mora) هو رسام ومهندس معماري مكسيكي، ولد في 16 يونيو 1907 في غوادالاخارا في المكسيك، وتوفي في 9 مايو 1978 في مدينة مكسيكو في المكسيك.